# Fontanès-de-Sault
Fontanès-de-Sault ist eine französische Gemeinde  mit 5 Einwohnern (Stand 1. Januar 2022) im Département Aude in der Region Okzitanien. Sie gehört zum Kanton La Haute-Vallée de l’Aude und zum Arrondissement Limoux.

## Lage
Die obere Aude markiert sie südöstliche Gemeindegrenze von Fontanès-de-Sauli. Nachbargemeinden sind Rodome im Nordwesten, Aunat im Nordosten, Escouloubre im Südosten, Rouze im Süden und Campagna-de-Sault im Südwesten.

## Bevölkerungsentwicklung
| Jahr      | 1962 | 1968 | 1975 | 1982 | 1990 | 1999 | 2008 | 2018 |
| --------- | ---- | ---- | ---- | ---- | ---- | ---- | ---- | ---- |
| Einwohner | 16   | 7    | 8    | 20   | 6    | 4    | 9    | 5    |